# 한국수산무역협회
한국수산무역협회(종전 한국수산물수출입조합)은 수산업 경쟁력 제고를 위한 정부정책 등에 호응하여 수산물 생산·가공 및 수산무역의 건전한 발전과 회원의 권익증진에 기여할 목적으로 1986년 8월 1일 설립된 대한민국 농림수산식품부 소관의 사단법인이다. 사무실은 서울특별시 서초구 양재동 232번지 aT센터 1103호에 있다.

## 주요 사업
- 회원사의 공동이익을 증진하기 위한 해외선전, 시장조사 및 공동시설에 관한 사업
- 수출품의 품질향상을 위한 기술연구 및 지도에 관한 사업
- 수출품의 원부자재 공동구매 및 판매에 관한 사업
- 회원사의 사업수행에 필요한 융자알선에 관한 사업
- 정부의 위임, 위탁에 관한 사업
- 기타 수출입거래, 질서확립에 필요하다고 인정되는 사업
- 회원사의 불공정한 수출입거래의 방지 및 수출입거래(또는 국내거래)에 필요한 협정체결에 관한 사업
- 정부가 위탁하는 수산물 수입업무
- 수산물 수출입 정보의 전산화 및 정부용역 수임사업
- 회원사의 복리후생에 관한 사업
- 전기 각호의 부대사업